# Max von Schönau-Wehr
Freiherr Max von Schönau-Wehr (* 16. April 1847 in Karlsruhe; † 21. März 1903 ebenda) war preußischer Generalleutnant und zuletzt Kommandant von Karlsruhe.

## Herkunft
Seine Eltern waren der Kammerherr Rudolf von Schönau-Wehr (1804–1879) und dessen Ehefrau Gräfin Marie Thekla Auguste Johanne von Thurn und Valsassina (* 16. März 1813; † 7. Februar 1893).

## Leben
Er kam am 29. September 1865 aus dem badischen Kadettenkorps als Portepeefähnrich in das badische Feldartillerie-Regiment. A, 18. Mai 1866 kam er in die 14. Artilleriebrigade, wo er am 20. Juni 1866 zum Seconde-Lieutenant ernannt wurde. Er nahm als solcher am Deutschen Krieg von 1866 teil. Ebenso 1870 am Deutsch-Französischen Krieg, wo er das Eiserne Kreuz 2. Klasse erwarb.
Nach dem Krieg wechselte er am 15. Juni 1871 als Seconde-Lieutenant in die Preußische Armee und wurde dort am 18. Oktober 1871 zum Premier-Lieutenant ernannt. 1872 kam er zur Trennung von Feld- und Fuß-Artillerie und Schoenau kam in das Feldartillerie-Regiment Nr. 14. Am 16. September 1873 kam er als Adjutant in die 7. Feldartillerie-Brigade und wurde am 13. Juli 1875 in das 1. Garde-Feldartillerie-Regiment versetzt. Er erhielt am 13. Oktober 1877 die Beförderung zum Hauptmann und 5. Juli 1888 die zum Major, zeitgleich wurde er Flügeladjutant des Großherzogs Friedrich I. von Baden. Am 20. Mai 1893 stieg er zum Oberstleutnant auf und bekam den Rang eines Regimentskommandeurs, 1896 erhielt er dann das Patent als Oberst. Im Jahr 1889 wurde er von seiner Stellung als Flügeladjutant entbunden und als Generalmajor und Kommandeur nach Karlsruhe versetzt.
Noch 1903 erhielt er den Charakter als Generalleutnant, er starb wenig später am 21. März 1903.

## Familie
Schoenau heiratete am 4. Oktober 1881 auf Schloss die Freiin Marie Auguste Zorn von Bulach (* 28. Januar 1855). Das Paar hatte mehrere Kinder:
- Rudolf (* 7. August 1882)
- Elisabeth (* 27. März 1884)
- Moritz (* 7. August 1887)